# Max Handwerck

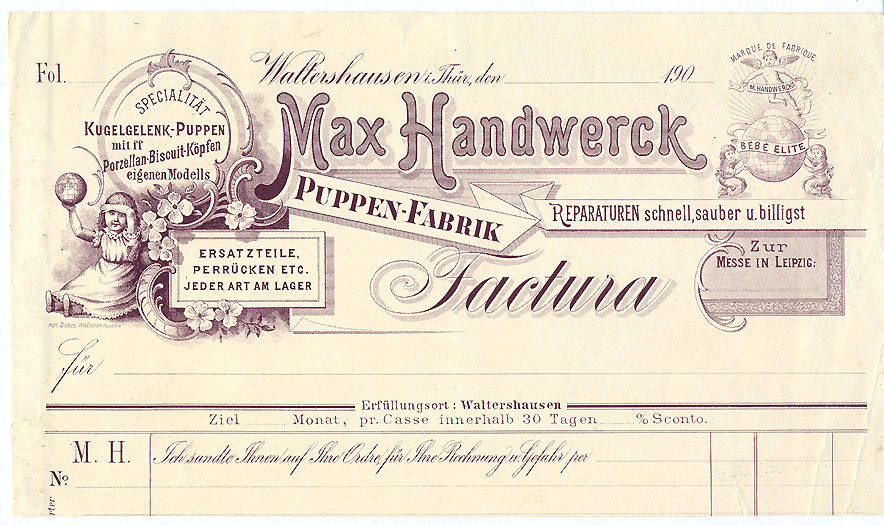
Briefkopf eines Rechnungsbogens von Max Handwerck;
mit Künstlersignatur, um 1900

Max Handwerck in Waltershausen in Thüringen war eine Ende des 19. Jahrhunderts gegründete Puppenfabrik.

## Geschichte
Das Unternehmen wurde 1899 gegründet und war auf die Herstellung von Porzellan- und Biskuitporzellan-Puppen spezialisiert sowie auf Puppenteile und -kleider. Eingetragene Schutzmarken waren die Modelle Bébé Elite von 1901, Triumpf-Bébé von 1902 sowie die Cornouloid-Doll Madame Butterfly von 1913.
Die Thüringer Firma entwarf eigene Modelle für ihre Puppenköpfe und Kugelgelenk-Puppen, verwendete auf ihren Puppenkörpern aber auch Puppenköpfe, die von F & W Goebel hergestellt worden waren. Das um die Jahrhundertwende auf der Leipziger Messe ausstellende Unternehmen hatte auch Ersatzteile wie Puppen-Perücken auf Lager und warb mit schnellen und preiswerten Reparaturen von Puppen.
Der Puppenfabrikant Max Handwerck bestand bis in die 1920er Jahre.
Für den internationalen Vertrieb waren die Puppen zum Teil mit Germany und Dep. gestempelt.